# More Songs About Anger, Fear, Sex & Death
More Songs About Anger, Fear, Sex & Death is een compilatiealbum dat in 1992 werd uitgegeven door het Amerikaanse platenlabel Epitaph Records op cd in Europa en de Verenigde Staten. Het album bevat 26 populaire nummers die onder het label zijn uitgegeven. Op het moment dat het album werd uitgegeven, was Epitaph nog geen groot platenlabel. Als gevolg daarvan bevat de compilatie een of twee nummers van elk album dat het label ten tijde van de uitgave van dit album had uitgegeven.
Het album werd geproduceerd en gecompileerd door Brett Gurewitz, gitarist en songwriter van Bad Religion en oprichter van het onafhankelijke platenlabel Epitaph Records in 1981. Donnell Cameron, sinds 1988 partner van Gurewitz in de Westbeach Recorders studio in Hollywood, verzorgde de engineering van het album. Jack Endino produceerde de nummers van Coffin Break in de Reciprocal Recording Studio in Seattle in 1990.

## Nummers
| #  | Titel                         | Band         | Album                               |
| -- | ----------------------------- | ------------ | ----------------------------------- |
| 1  | "Atomic Garden"               | Bad Religion | Generator (1992)                    |
| 2  | "Day to Daze"                 | NOFX         | S&M Airlines (1989)                 |
| 3  | "Wouldn't It Be Nice"         | Pennywise    | Pennywise (1991)                    |
| 4  | "For Beth"                    | Coffin Break | Crawl (1991)                        |
| 5  | "Million Days"                | Dag Nasty    | Four on the Floor (1992)            |
| 6  | "Shower Days"                 | NOFX         | Ribbed (1991)                       |
| 7  | "No Control"                  | Bad Religion | No Control (1989)                   |
| 8  | "Let's Rock Tonight"          | L7           | L7 (1988)                           |
| 9  | "Best Friends"                | Down by Law  | Down by Law (1991)                  |
| 10 | "Anesthesia"                  | Bad Religion | Against the Grain (1990)            |
| 11 | "Crawl"                       | Coffin Break | Crawl (1991)                        |
| 12 | "Beer Song"                   | NOFX         | Liberal Animation (1991)            |
| 13 | "SFS"                         | Dag Nasty    | Four on the Floor (1992)            |
| 14 | "Living for Today"            | Pennywise    | Pennywise (1991)                    |
| 15 | "Faith Alone"                 | Bad Religion | Against the Grain (1990)            |
| 16 | "Head First"                  | Little Kings | Head First (1989)                   |
| 17 | "Professional Crastination"   | NOFX         | S&M Airlines (1989)                 |
| 18 | "I Want to Conquer the World" | Bad Religion | No Control (1989)                   |
| 19 | "Bite the Wax Tadpole"        | L7           | L7 (1988)                           |
| 20 | "New Boobs"                   | NOFX         | Ribbed (1991)                       |
| 21 | "You Are the Government"      | Bad Religion | Suffer (1988)                       |
| 22 | "No Rules"                    | Insted       | What We Believe (1990)              |
| 23 | "I Live in a Cake"            | NOFX         | Liberal Animation (1991)            |
| 24 | "Down the Drain"              | Down by Law  | Down by Law (1991)                  |
| 25 | "The Answer"                  | Bad Religion | Generator (1992)                    |
| 26 | "Fuck Armageddon"             | Bad Religion | How Could Hell Be Any Worse? (1982) |